# آراز داره (تروسیان)
آراز تروسیان به (انگلیسی: Araz Torosian) با نام هنری آراز داره، زاده ۲۴ دی ۱۳۵۳ ‏(۵۰ سال) خواننده، آهنگساز و تهیه‌کننده موسیقی ارمنی - ایرانی است. او فارغ‌التحصیل رشته آهنگسازی از کنسرواتوار دولتی کشور ارمنستان است. تروسیان کنشگر هنری است و آثاری برای حمایت از نسل‌کشی ارمنی‌ها و بازماندگان زلزله آذربایجان تولید و منتشر کرده است. وی برنده بهترین موسیقی دوئت به همراه Armine Nahapetyan در جوایز موسیقی ارمنیان سال ۲۰۰۷ است.

## زندگی شخصی
آراز تروسیان با نام هنری آراز داره زاده ۲۴ دی ۱۳۵۳ ‏(۵۰ سال) خواننده، آهنگساز و تهیه کنند موسیقی ارمنی-ایرانی ساکن تهران است. او فارغ‌التحصیل رشته‌ی موسیقی (آهنگسازی) از کنسرواتور دولتی ایروان کشور ارمنستان می‌باشد. تروسیان به عنوان کنشگر هنری، آثار هنری در قالب قطعات موسیقی برای همدردی با مردم زلزله‌زده آذر بایجان شرقی، و در سال روز نسل کشی ارمنی‌ها کنسرتی با این مضمون اجرا کرده است. وی نوه‌ی رافائل سیمونیان، خواننده‌ی کلیسایی است.

## آلبوم شناسی
| شماره | نام قطعه               | سال پخش | توضیحات                                      |
| ----- | ---------------------- | ------- | -------------------------------------------- |
| ۱     | هست و نیست             | ۱۳۹۶    | تظیم‌کننده و آهنگساز تیتراژ سریال هست و نیست  |
| ۲     | سرود موسسه اعتباری ملل | ۱۳۹۷    | آهنگساز و تنظیم کننده سرود موسسه اعتباری ملل |
| ۳     | این عاشقی              | ۱۳۹۹    | همکاری با هنریک بدروسیان - تنظیم کننده       |

## جوایز
- بهترین دو نوازی موسیقی دوئت در جشنواره جوایز موسیقی ارمنیان سال ۲۰۰۷  [۴]

## پیوند بیرونی
- آراز تروسیان در اسپاتیفای